# Melhores do Ano de 2010
A 15.ª cerimônia de entrega dos Melhores do Ano, prêmio entregue pela emissora de televisão brasileira Rede Globo aos melhores artistas da emissora referentes ao ano de 2010.

## Resumo
| Programa             | Indicações | Prêmios |
| -------------------- | ---------- | ------- |
| Passione             | 12         | 2       |
| Ti Ti Ti             | 6          | 4       |
| Escrito nas Estrelas | 2          | 0       |
| Araguaia             | 1          | 1       |
| Jornal Nacional      | 2          | 0       |
| Zorra Total          | 2          | 1       |
| Globo Esporte        | 1          | 1       |
| Junto e Misturado    | 1          | 0       |

## Vencedores e indicados
| Melhor Ator | Melhor Atriz |
| --- | --- |
| - Murilo Benício - (Ariclenes / Victor Valentim em Ti Ti Ti) - Alexandre Borges - (Jacques Leclair em Ti Ti Ti) - Tony Ramos - (Totó em Passione) | - Cláudia Raia - (Jaqueline em Ti Ti Ti) - Mariana Ximenes - (Clara em Passione) - Nathalia Dill - (Viviane em Escrito nas Estrelas) |
| Melhor Ator Coadjuvante | Melhor Atriz Coadjuvante |
| - Bruno Gagliasso - (Berilo em Passione) - Caio Castro - (Edgar em Ti Ti Ti) - Cauã Reymond - (Danilo em Passione)                                | - Irene Ravache - (Clô em Passione) - Gabriela Duarte - (Jéssica em Passione) - Vera Holtz - (Candê em Passione)                     |
| Melhor Ator Revelação | Melhor Atriz Revelação |
| - Raphael Viana - (Fred em Araguaia) - Júlio Andrade - (Arthurzinho em Passione) - Miguel Roncato - (Alfredo em Passione)                         | - Mayana Neiva - (Desirée em Ti Ti Ti) - Bianca Bin - (Fátima em Passione) - Mayana Moura - (Melina em Passione)                     |
| Melhor Ator ou Atriz Mirim | Comédia |
| - Clara Tiezzi - (Mabi em Ti Ti Ti) - Carol Macedo - (Kelly em Passione) - Matheus Costa - (Tadeu em Escrito nas Estrelas)                        | - Leandro Hassum - (Zorra Total) - Bruno Mazzeo - (Junto e Misturado) - Katiuscia Canoro - (Zorra Total)                             |
| Melhor Cantor | Melhor Cantora |
| - Luan Santana - Diogo Nogueira - Fiuk | - Ivete Sangalo - Claudia Leitte - Maria Gadú                                                                                        |
| Melhor Banda ou Dupla | Melhor Revelação Musical |
| - Victor & Leo - Exaltasamba - Jorge & Mateus | - Restart - Michel Teló - Paula Fernandes                                                                                            |
| Música do Ano | Melhor Jornalista |
| - "Meteoro", Luan Santana - "Aquilo Que Dá No Coração", Lenine - "Rebolation", Parangolé                                                          | - Tiago Leifert - (Globo Esporte) - Fátima Bernardes - (Jornal Nacional) - William Bonner - (Jornal Nacional)                        |

### Prêmios especiais
| Troféu Mário Lago |
| ----------------- |
| - Hebe Camargo    |